# 漆树钩丝壳
漆树钩丝壳（学名：Uncinula verniciferae）是属于白粉菌目白粉菌科钩丝壳属的一种真菌，寄生在漆树科植物上。该种分布于中国、日本、印度。